# اندیس مس کوه جانجا (۱)
مس کوه جانجا(۱) یک اندیس فلزی است که در  استان سیستان و بلوچستان قرار دارد و مادهٔ معدنی موجود در آن، مس است.  